# 加尔唐普
加尔唐普（法語：Gartempe，法語發音：[ɡaʁtɑ̃p]）是法国克勒兹省的一个市镇，位于该省西北部，属于盖雷区和大盖雷城市公共社区。

## 地理
加尔唐普（46°9'0"N, 1°44'16"E）面积9.49 平方千米，位于法国新阿基坦大区克勒兹省，该省份为法国中部省份，位于法國中央高原西北部，北起安德尔省和谢尔省，西接维埃纳省，南至科雷兹省，东临多姆山省，东北与阿列省接壤。
与加尔唐普接壤的市镇（或旧市镇、城区）包括：勒格朗堡、蒙泰居勒布朗、圣西尔万蒙泰居、圣沃里。
加尔唐普的时区为UTC+01:00、UTC+02:00（夏令时）。

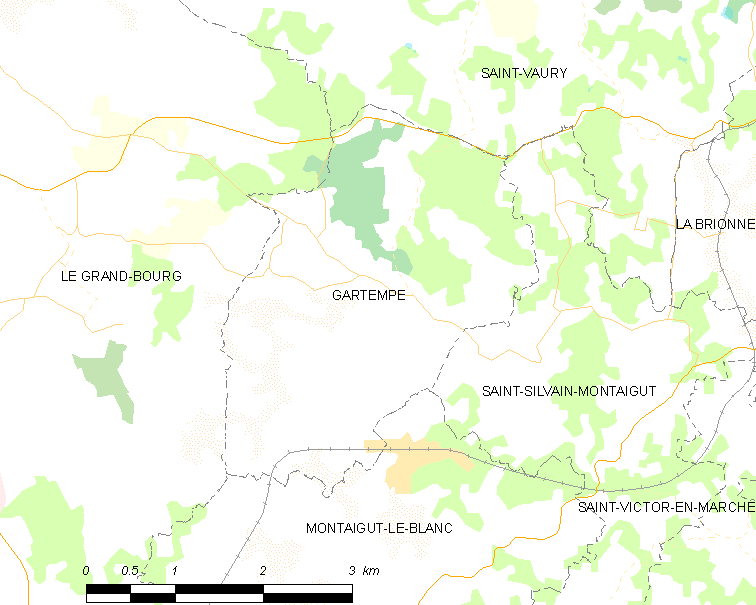
加尔唐普的OSM定位图

## 行政
加尔唐普的邮政编码为23320，INSEE市镇编码为23088。

## 政治
加尔唐普所属的省级选区为圣沃里县。

## 交通
克勒兹省省道D22线和D96线等经过加尔唐普境内。

## 人口

1962-2008年间加尔唐普人口变化图示

加尔唐普于2022年1月1日时的人口数量为113人。